# Laryngoskop

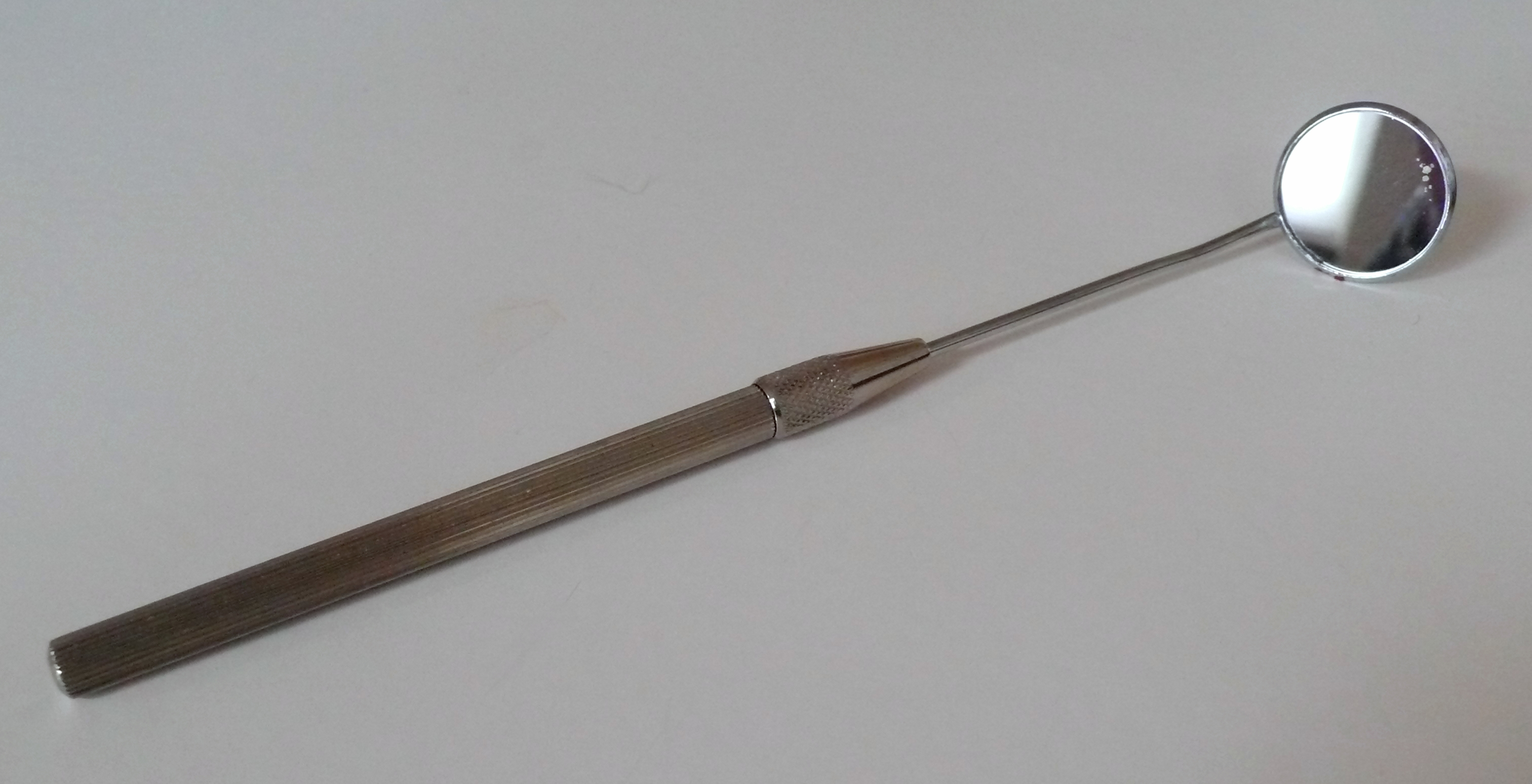
Kehlkopfspiegel

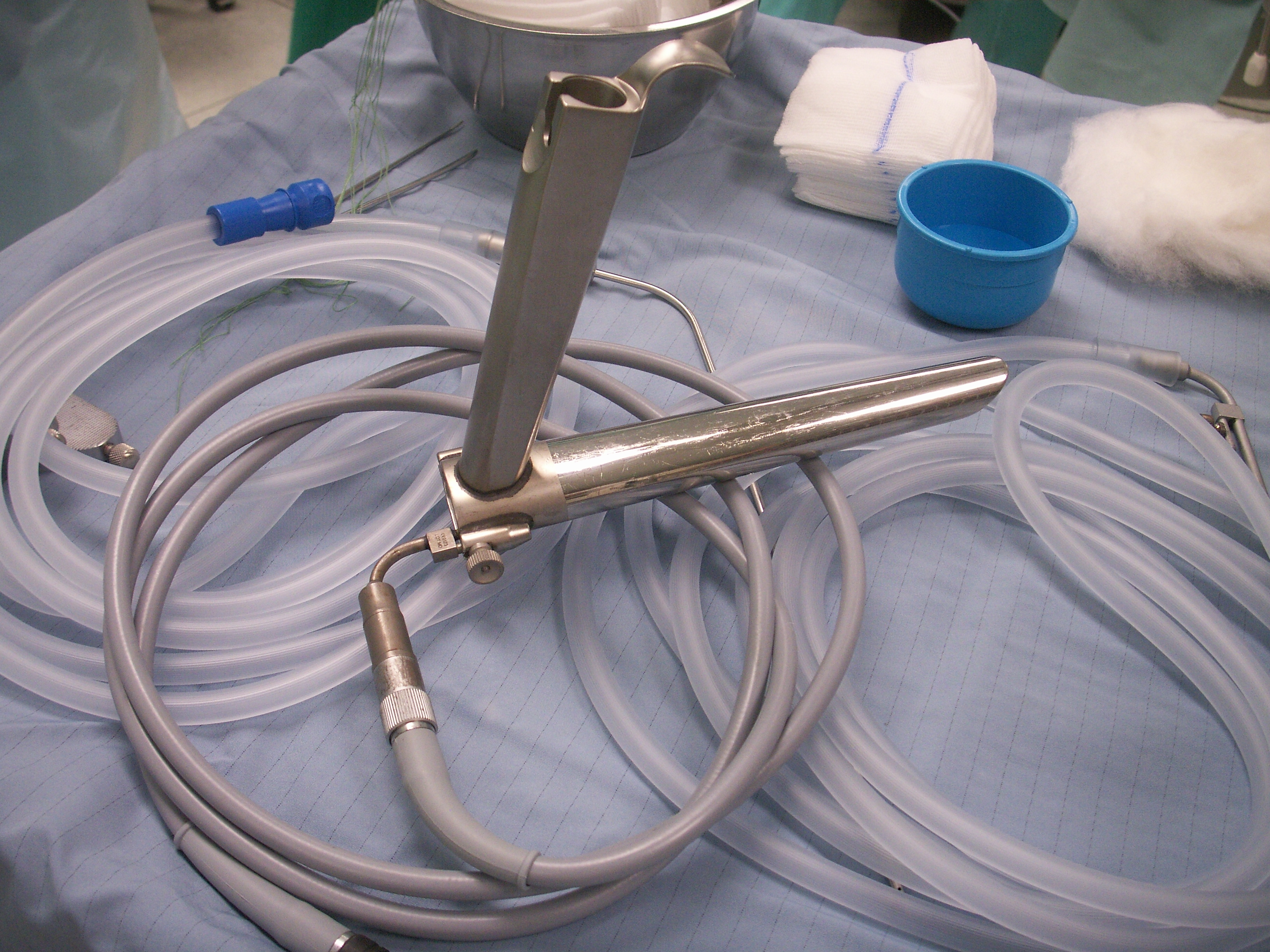
Operationslaryngoskop

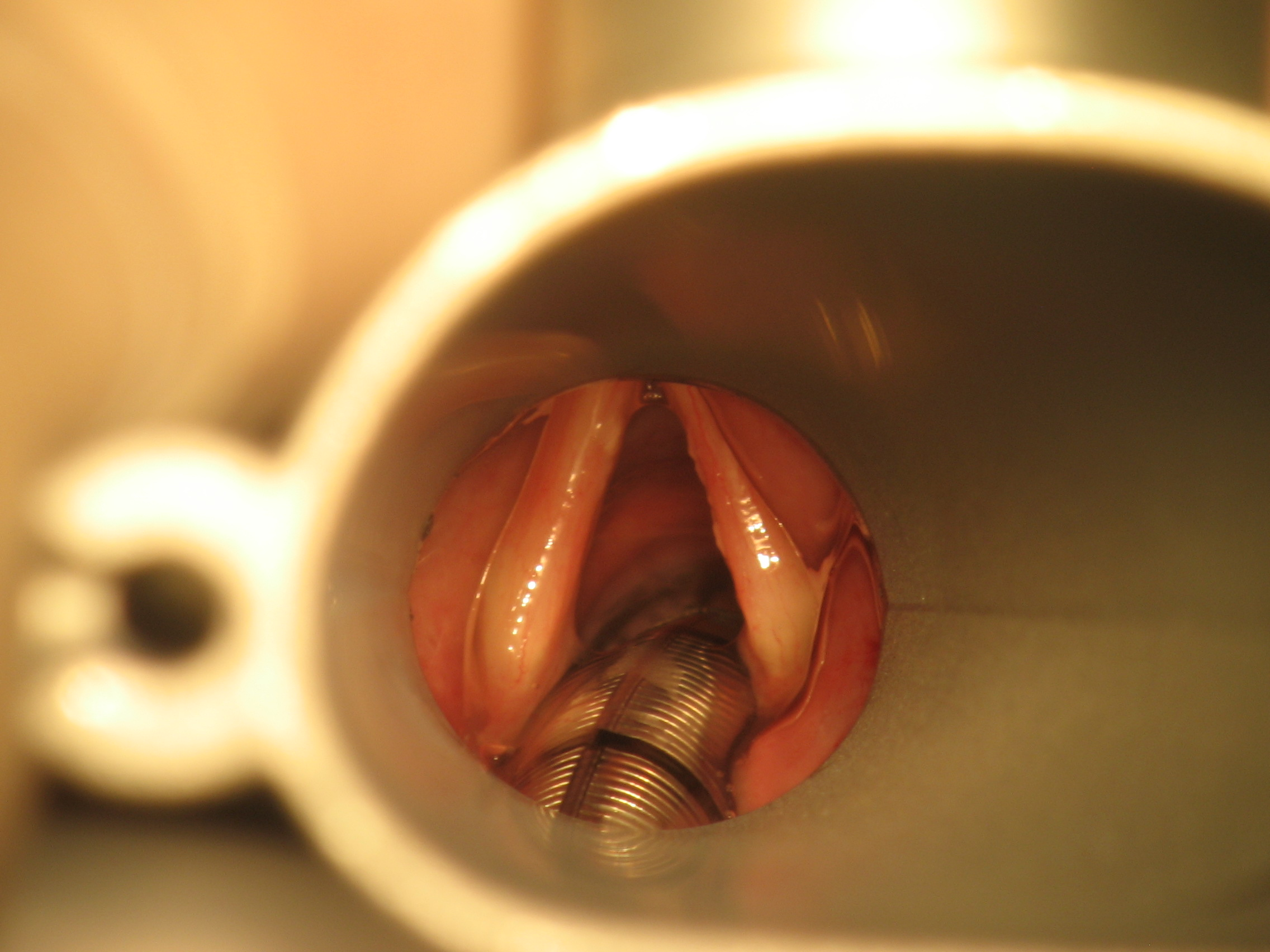
Blick auf die Stimmlippen durch ein Operationslaryngoskop im Rahmen der Mikrolaryngoskopie

Unter einem Laryngoskop (von griechisch Larynx „Kehlkopf“, und skopein „betrachten“) oder Kehlkopfspiegel versteht man ein Gerät
1. zur indirekten Betrachtung des Kehlkopfes (indirekte Laryngoskopie):
  - einen Planspiegel mit Stiel („Kehlkopfspiegel“),
  - ein 70° bis 90°-Lupenendoskop
2. zur direkten Betrachtung des Kehlkopfes (direkte Laryngoskopie):
  - ein spatelförmiges (Intubationslaryngoskop, Intubationsspatel) Instrument
  - ein flexibles fiberoptisches Endoskop
  - röhrenförmiges (Operationslaryngoskop): Gerät mit Beleuchtung zur direkten Betrachtung des Kehlkopfes.

Das Intubationslaryngoskop dient als Hilfsmittel zur endotrachealen Intubation im Rahmen einer Narkose oder Beatmungstherapie, das Operationslaryngoskop wird in der Hals-Nasen-Ohrenheilkunde zur Inspektion und Durchführung von Eingriffen am Kehlkopf verwendet.
Beim wachen Patienten kann der Kehlkopf mit Hilfe des Planspiegels (indirekte Laryngoskopie) oder der Endoskopie (direkte Laryngoskopie) betrachtet werden, dies wird in der Laryngologie (Hals-Nasen-Ohren-Heilkunde und Phoniatrie) praktiziert.
Ein Intubationslaryngoskop ist tägliches Arbeitsmittel des Anästhesisten im Operationssaal.

## Geschichte
Ein laryngoskopähnliches Instrumentarium wurde 1743 von dem französischen Geburtshelfer André Levret gebaut, er benutzte es zur Sichtbarmachung der Stimmlippen mit einem breiten Metallspatel.

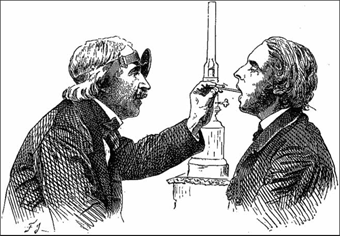
Die Laryngoskopie. Aus: Garcia, 1884

Nach weiteren Versuchen zur Kehlkopfspiegelung mittels des „Lichtleiters“ von Philipp Bozzini (1806) oder des „Glottiskops“ von Babington (London 1829) sowie durch Robert Liston (1804) hat der in Paris lehrende spanische Opernsänger Manuel García junior als erster die Anatomie des Kehlkopfes, insbesondere den Verlauf der Muskeln, mit Hilfe eines von ihm erfundenen Kehlkopfspiegels 1855 studiert, nachdem sein Vater Manuel del Pópulo Vicente García bereits 1805 erste Forschungen vorgenommen hatte. 1855 gelang es Manuel García junior, seinen eigenen Kehlkopf mit einem Zahnarztspiegel zu sehen und die Bewegungsabläufe beim Singen zu beobachten. Er wird seitdem als Erfinder der Laryngoskopie geehrt. Garcia interessierte sich vor allem für die Laryngoskopie zur Aufklärung der Larynxfunktionen beim Gesang, nicht so sehr für den medizinischen Aspekt. Dennoch erhielt er die medizinische Ehrendoktorwürde der Universität Königsberg.
Im Jahr 1860 berichtete der Würzburger Mediziner Carl Gerhardt über die Anwendung des Kehlkopfspiegels. 1861 erfolgte die erste endolaryngeale Operation mit Hilfe des Kehlkopfspiegels durch den Chirurgen Victor von Bruns. Der deutsche Mediziner Alfred Kirstein (1863–1922) demonstrierte am 23. April 1895 seine ersten Untersuchungen an den Binnenstrukturen des Larynx. Etwa drei Wochen später stellte er seine Ergebnisse der Berliner Medizinischen Gesellschaft vor. Bis dato war die Laryngoskopie nur mit einem gestielten Spiegel und reflektierendem Licht, also als indirekte Laryngoskopie durchführbar, so wie sie von Manuel Garcia erstmals benutzt, von Ludwig Türck 1858 in die Medizin eingeführt sowie von Johann Nepomuk Czermak weiter entwickelt worden war. Kirsteins Apparatur war hingegen eine Kombination des von dem Berliner Urologen Leopold Casper (1859–1959) entwickelten Casperschen Elektroskop, und einem von Kirstein entwickelten Ösophagoskop. Kirstein bezeichnete das neue Gerät zur direkten Laryngoskopie als Autoskop und die Untersuchungsmethode als Autoskopie.
Das erste für die endotracheale Intubation eingesetzte Laryngoskop mit direkter Sicht auf den Kehlkopf wurde von Kirstein (1895) beschrieben und von Chevalier Jackson verbessert. I. W. Magill nutzte 1920 ein Laryngoskop mit geradem Spatel. Die weitere Entwicklung von brauchbaren Intubationslaryngoskopen trug nach dem Zweiten Weltkrieg zur routinemäßigen Anwendung der endotrachealen Intubation zur Narkose bei.

## Kehlkopfspiegel
Der Kehlkopfspiegel ist ein Spiegel von 1,5 cm bis 3 cm Durchmesser an einem um ca. 45° abgewinkeltem 15–20 cm langen, dünnen Handgriff, der in den Mund des Patienten bis zur Rachenhinterwand eingeführt wird. Die Beleuchtung der untersuchten Organe (Rachen und Kehlkopf) erfolgt indirekt über einem Stirnspiegel oder mit einer Stirnlampe des Untersuchers durch Umlenkung des Lichtstrahles über den Kehlkopfspiegel.

## Lupenlaryngoskop
Zur Anwendung kommt ein starres Endoskop. Lupenlaryngoskope haben einen Blickwinkel von meist 70° oder 90°. Die Länge des Endoskoprohres beträgt typischerweise 15–20 cm.
Viele Lupenlaryngoskope sind mit einer kombinierten Zoom- und Fokussierungseinrichtung ausgestattet, um bei unterschiedlichem Abstand zum Kehlkopf das Bild scharfstellen zu können bzw. einen anderen Grad der Vergrößerung auszuwählen. Zur Befunddokumentation kann eine Bildübertragung mittels Endoskopkamera (auf das Okular aufgesetzt) auf Videoband bzw. direkt digital auf Festplatte, oder neuerdings sogar mit in das Endoskop integriertem Kamerachip erfolgen (Videolaryngoskopie).
Einsatzgebiete:
Das Lupenlaryngoskop ist das Hauptarbeitsgerät des laryngologisch tätigen HNO-Arztes und Phoniaters. Es wird damit die Untersuchung des Mundrachens, tieferen Rachens und des Kehlkopfes durchgeführt. Kombiniert mit der Stroboskopie oder Hochgeschwindigkeitskamera können Schwingungsanalysen der Stimmlippen erfolgen.

## Flexibles (Naso-Pharyngo-)Laryngoskop
Zur Technik s. Endoskop
Flexible Endoskope für den Einsatz in diesem Bereich haben eine Arbeitslänge von ca. 30–40 cm. Der Standarddurchmesser beträgt ca. 4 mm, für den Einsatz im Kinder- und Säuglingsbereich 1,5–2 mm. Der untere Endoskopabschnitt ist meist mit einem Abwinkelungsmechanismus ausgestattet. Die Naso-Pharyngo-Laryngoskope haben in der Regel keinen zusätzlichen Arbeitskanal.

### Einsatzgebiete
Bei Patienten mit Würgereiz ist die Untersuchung der tieferen Rachenabschnitte und des Kehlkopf transoral („über den Mund“) mit einem Kehlkopfspiegel oder Lupenlaryngoskop nicht möglich. Ebenso ist bei Kindern zusätzlich wegen einer veränderten Anatomie (u. a. höherstehender Kehlkopf) dieser Bereich nicht oder nicht optimal einsehbar. Zur Untersuchung wird daher das flexible Endoskop verwendet, welches (idealerweise nach örtlicher Betäubung) über die Nase eingeführt wird. Auch für die flexiblen Endoskope gibt es die Möglichkeit der Verwendung von Endoskopkameras oder Endoskope mit Kamerachips an der Endoskopspitze.

## Intubationslaryngoskop

### Aufbau und Formen
Das Intubationslaryngoskop besteht aus einem Griff und einem Spatel. Die Spatel gibt es in verschiedenen Größen und Formen, um den unterschiedlichen anatomischen Gegebenheiten der Patienten gerecht zu werden. Die Spatel können auf den Griff aufgeklipst werden, sie stehen dann im rechten Winkel vom Griff ab. Wird das Laryngoskop nicht verwendet, wird der Spatel an den Griff angeklappt oder abgenommen.
Im Spatel ist eine Lichtquelle eingebaut, um die Sicht im dunklen Rachen zu verbessern. Die dazu notwendigen Batterien werden üblicherweise im Griff verbaut. Beim Anklappen des Spatels wird der Kontakt zur Lichtquelle unterbrochen, die Batterie wird geschont.

#### Warm- und Kaltlicht
Bei der Warmlichtausführung sitzt im Spatel eine kleine Glühbirne, die über einen Kontakt zwischen Griff und Spatel mit Strom versorgt wird. Auf den festen Sitz der Birne ist stets zu achten, da hier ein häufiges Problem liegt, das zu Fehlfunktion führen kann.
Bei der Kaltlichtausführung ist die Lichtquelle im Griff integriert. Das Licht gelangt über einen Lichtwellenleiter (Glasfaserleitung) in den Spatel.

#### Spatelformen
|  |  |

##### Macintosh
Der Macintosh-Spatel (auch Wisconsin-Foregger-Spatel) nach Robert Macintosh ist leicht gebogen und je nach Größe zwischen 76 (Größe 0) und 176 mm (Größe 5) lang. Bei Erwachsenen werden häufig die Größen 3 und 4 verwendet.
Die Bezeichnung wird häufig als „McIntosh“ falsch geschrieben – ein Fehler, der sich durch die Geschichte zieht: Schon bei der Patentanmeldung wurde der Name Macintosh fälschlich MacIntosh geschrieben.

##### Miller
Der Miller-Spatel ist gerade. Die Größe entspricht in etwa der eines vergleichbaren Macintosh-Spatels. Durch seine Form wird er bevorzugt für Kinder verwendet.

##### Dörges
Der Dörges-Spatel ist relativ gerade, lediglich der vordere Teil ist gebogen. Diese Spatelform gibt es nur in einer Größe, allerdings deckt dieser Spatel einen Großteil aller Patienten ab. Auf dem Spatelblatt sind Gewichtsmarkierungen (10 sowie 20 kg Körpergewicht) angebracht, um für Kinder einen Richtwert für die Einführtiefe zu haben. Ziel dieses Spateltyps ist es, die Anzahl der notwendigen Spatel in Notfallkoffern auf ein Minimum zu reduzieren, neben dem Dörges- ist nur noch ein Kleinkinderspatel notwendig.

##### McCoy
Der McCoy-Spatel ist ähnlich wie der Macintosh-Spatel leicht gebogen, bietet darüber hinaus allerdings noch die Möglichkeit, den Kehldeckel mittels einer beweglichen, klappbaren Spitze anzuheben.